# Sultanato de Agadez
El sultanato de Agadez fue un sultanato tuareg en el Sahara y el Sahel, que sobrevivió cinco siglos hasta que los franceses derrocaron a su último gobernante en 1917.

## Fundación en elsigloXV
Los tuaregs comenzaron la penetración del Aïr en el siglo XI. La primera noticia del sultanato del Aïr es de 1405, que tuvo su sede en Tadeliza, ciudad que fue abandonada a principios del siglo XVI en favor de Agadez. El primer sultán fue elegido de entre los hijos de las concubinas esclavas de los tuaregs, de manera que no pudiera alegar casta noble y además, favoreciese a la tribu de su linaje.  
La tradición oral legitimaba la fundación del sultanato en una embajada al sultán de Estambul, lo cual la historiografía desmiente.  
Las crónicas indicaba que en Tadeliza el sultán residía con unas 450 personas, pero el estudio de sus ruinas sugiere que la población sería mucho menor. 

## Estructuración socioeconómica
El sultanato del Aïr era un estado débil, en el cual había un sultán que era jefe religioso, controlaba las caravanas que transportaban mercancías y esclavos a Trípoli y El Cairo, a las cuales cobraba tributo y ordenaba las villas. Al mismo tiempo había unos jefes nómadas de varias federaciones tuareg que mantenían sus guerreros y sus rebaños en los territorios desérticos adyacentes.  
La región era desértica. Mientras que la principal actividad de los nómadas era el pastoreo, en las pocas villas se dedicaban principalmente al comercio, de productos como la sal o los dátiles, y también al tráfico de esclavos. Por otro lado, el paso de caravanas integradas por miles de camellos proporcionaba ingresos a los habitantes, como proveedores y 'protectores' de las caravanas, a la par que ingresos al sultán. 
La villa de Agadez tenía unos 1500 habitantes en 1905.

## Vasallos del Imperio Songhai,sigloXVI
Entre 1502 y 1513, la sede del sultanato de estableció definitivamente en Agadez.  El askia de Gao envió dos expediciones contra el sultán, una en 1500, cuando el sultanato aún tenía su sede en Tadeliza, y la otra, en 1515, contra Agadez. En este segunda expedición, los Songhai destronaron al sultán y nombraron a Mohamed ben Talazou en su lugar.
A partir de 1515, el sultán de Agadez pagó tributo al imperio Songhay, hasta la caída del mismo en 1591 a manos de Yuder Pachá.

## Siglos XVII - XIX
En el siglo XVII, la sucesión matrilineal, que era la tradicional en el mundo tuareg, se cambió por una sucesión patrilineal. 
En 1740 los Kel Ewey, una federación tuareg, asedia Agadez y mata a una parte de la población. 
En el siglo XIX, al tiempo que los franceses estaban haciendo sus primeras exploraciones, los tuaregs fueron desplazados por los tubu en la región del Teneré. 

## Colonización francesa

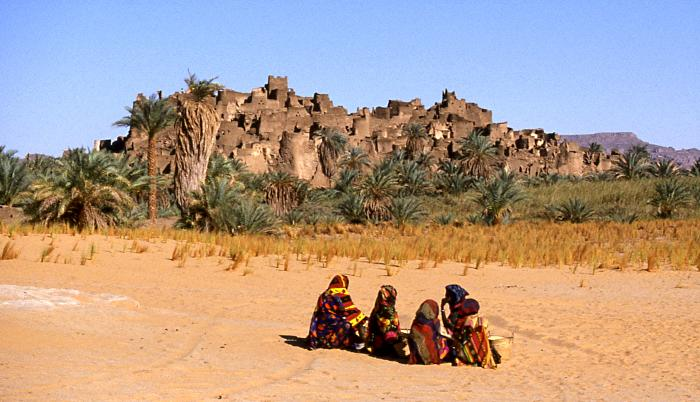
Ruinas de la ciudad de Djado

Los franceses fueron penetrando en territorio de Agadez a partir de 1895. En 1904, el ejército francés toma posesión de Agadez y controla la mayoría del Aïr.
La revuelta de Kaosen en 1916-1917, y la represión francesa consecuente trajo críticas consecuencias para la región y supuso la caída final del sultanato. 
En mayo de 1919, el último sultán de Agadez fue preso por los franceses en la meseta de Djado. Fue metido en la prisión de Agadez, donde murió menos de un año más tarde.